# Університет штату Іллінойс
Університет штату Іллінойс (ISU, ІДУ) — громадський університет у місті Нормал, штат Іллінойс. Заснований у 1857 році як Іллінойський державний університет Нормала, це найстаріший державний університет в Іллінойсу. Університет спрямований на вчительство і вважається одним з найбільших навчальних закладів, що готує викладачів, у США за даними Американської асоціації коледжів педагогічної освіти. Атлетичні команди університету є членами конференції долини Міссурі та футбольної конференції в долині Міссурі і відомі як «Червоні птахи», посилаючись на державну птицю, кардинала червоного.

## Місцерозташування
Кампус штату Іллінойського університету розташовано у місті Нормал поблизу географічного центру штату, за 220 км на південний захід від Чикаго і в 264 км на північний схід від Сент-Луїса. Міжштатні 74, 55 та 39; автошлях США 150; Автошлях Іллінойсу 9 перетинається навколо Нормалу, створюючи транспортний вузол. Пасажирська станція Amtrak розташована всього в двох кварталах від університету.

## Історія
ІДУ був заснований як школа підготовки викладачів у 1857 році; в тому ж році була скликана перша рада освіти в штаті Іллінойс й через два роки був прийнятий закон про вільну школу законодавчим органом штату. Серед прихильників ІДУ були суддя та майбутній суддя Верховного Суду, Девід Девіс та місцевий підприємець та власник земельних ділянок Джессі У. Фелл, чий друг, Авраам Лінкольн, був адвокатом, який був найнятий правлінням освіти для підготовки юридичних документів для забезпечення фінансування школи. Створений як Іллінойський державний звичайний нормальний університет, що вказувало на його звичайність. Початково заняття проводилися в центрі міста Блумінгтон, займаючи місце в Майор-Холі, що раніше був місцем «Втраченої промови» Лінкольна. З закінченням будівництва Олд-Мейна в 1860 році школа переїхала до свого нинішнього містечка в тодішньому селі Північний Блумінгтон, що у 1865 році був перейменований за університетом на Нормал.
У 1965 році назву установи було змінено на Іллінойський державний університет у Нормал, а потім знову в 1968 році на сучасну назву Іллінойський державний університет.  

## Академічні програми та організації
Університет, заснований як учительський коледж, тепер пропонує низку програм на бакалавра, магістра та доктора. Іллінойський державний університет акредитований Комісією з закладів вищої освіти Північної центральної асоціації коледжів та середніх шкіл. Програми підготовки вчителів акредитовані Національною радою з акредитації педагогічної освіти та засвідчені Іллінойським державним комітетом освіти. Крім того, 22 програми мають акредитацію на основі дисципліни.

### Академічні коледжі
- Коледж прикладної науки та технологій
- Коледж мистецтв і наук
- Коледж бізнесу
- Коледж освіти
- Коледж образотворчих мистецтв
- Менонітський коледж медсестер

## Рейтинг
У 2020 році U.S. News & World Report віднесено Іллінойський державний університет до 197-го серед об'єднаного списку найкращих 310 приватних та державних «національних університетів» в Америці та 98 серед 133 державних «національних університетів» США, які кваліфіковано до списку.
За журналом Forbes Іллінойський державний університет займає 409 місце з 650 американських коледжів.

## Демографія
Станом на осінь 2016 року загальна чисельність студентів у містечку становила 21039, з 18 643 магістрантами та 2396 аспірантами. 56 відсотків студентів — жінки, а 44 відсотки — чоловіки. 18,2 % всіх студентів були з національних меншин. 382 іноземних студентів з 66 країн. Середньостатистичний новий студент мав бал ACT 23,7. Співвідношення студент-викладач — 18 до одиниці.